# جوز الهند
جوز الهند أو النَّارَجِيل أو حشرج، شعصور،رانج  أو نارجیل معروف (الاسم العلمي: Cocos nucifera)  هي نوع نباتي يتبع جنس النارجيل من الفصيلة الفوفلية.
وهي إحدى الفواكه الاستوائية المشهورة والتي تنمو على الشواطئ وتدخل في صناعة العديد من المواد الغذائية والتجميلية.
النارجيل هو الاسم المستخدم في سلطنة عمان لأشجار جوز الهند حيث تنمو هذه الأشجار في الجزء الجنوبي من سلطنة عمان وذلك في محافظة ظفار بصورة كبيرة، لتلائم مناخ تلك المنطقة مع المناخ الملائم لنمو هذا النوع من النخيل.

## الوصف
جوز الهند عبارة عن شجرة نخيل كبيرة، يصل طولها حوالي 30 متر (100 قدم)، الأوراق ريشية، ويصل طول كل واحدة منها من 4 إلى 6 أمتار (13 إلى 20 قدم)، ويبلغ طول الريشة في الورقة من 60 إلى 90 سم (2 إلى 3 قدم). أوراقها القديمة تنكسر بسهولة تاركة موضعًا أملسًا على الجذع. في وجود تربة خصبة يمكن لشجرة نخيل جوز الهند الطويلة أن تنتج حوالي 75 ثمرة في العام، إلا أنه غالبًا ما يصل الإنتاج للشجرة الواحدة إلى أقل من 30 ثمرة سنويًا. وفي ظل وجود رعاية مناسبة وظروف نمو طبيعية، يمكن لشجرة نخيل جوز الهند أن تنتج أول ثمارها في غضون من 6 إلى 10 سنوات، وتستغرق فترة من 15 إلى 20 عامًا للوصول بالإنتاج إلى ذروته.

## الأصول
من فصائل النخيل وفي الوطن العربي تشتهر بزراعتها محافظة ظفار في سلطنة عمان وذلك دون سواها من مناطق السلطنة الأخرى، نظراً لطبيعة جوها وموقعها المطل على بحر العرب.

## الزراعة
تتميز هذه الشجرة العريقة بأنها مصدر غذاء للإنسان بما تجود به من ثمار جوز الهند ومصدر دخل للمزارعين الذين يهتمون بزراعتها والمحافظة عليها، فمنها يحصلون علي الزيت وعلى الجذوع لبناء المنازل والقوارب وعلى الليف لصناعات نسيجية مختلفة تتشابه كثيراً مع المنتجات المختلفة التي توفرها أشجار النخيل التي تتميز بها مناطق السلطنة الأخرى. كما تتميز هذه الشجرة بأن إنتاجها مستمر على مدار العام وليست موسمية كباقي الأشجار، تبدأ أشجار جوز الهند في الحمل بعد 3-6 سنوات من الزراعة، حيث يخرج في إبط كل ورقة نورة زهرية متفرعة، ويوجد على على الشمراخ الزهري عدد كبير من الأزهار المذكرة صغيرة والمؤنثة. والأزهار المذكرة صغيرة والمؤنثة أكبر منها نسبياً، وتتكون نورة كل شهر تقريباً، ويتم التلقيح يدوياً كما قد تساعد الحشرات في حدوث التلقيح.

## الإنتاج
يمثل الجدول التالي إنتاج الدول من جوز الهند عام 2005م، حيث احتلت الفلبين المرتبة الأولى من ناحية الإنتاج (حوالي 15 مليون طن متري)، ومن بعدها الهند بحجم إنتاج يقدر بــ(9.500000 طن متري)، والبرازيل ( حوالى 3 مليون طن متري)، وسيريلانكا بحجم إنتاج (2 مليون طن متري تقريبًا)، وفي المرتبة الخامسة تايلاند (مليون ونصف طن متري)، وجاءت كل من: المكسيك، وفيتنام، وماليزيا، وغينيا الجديدة في المراتب من السادسة إلى التاسعة بحجم إنتاج لكل منها يقدر بأقل من مليون طن متري.
| الدول العشر الأكثر إنتاجا لجوز الهند لعام 2005 | الدول العشر الأكثر إنتاجا لجوز الهند لعام 2005 | الدول العشر الأكثر إنتاجا لجوز الهند لعام 2005 | الدول العشر الأكثر إنتاجا لجوز الهند لعام 2005 | الدول العشر الأكثر إنتاجا لجوز الهند لعام 2005 |
| الدولة                                         | قيمة الإنتاج ($1000)                           | ملاحظات                                        | حجم الإنتاج (طن متري)                          | ملاحظات                                        |
| ---------------------------------------------- | ---------------------------------------------- | ---------------------------------------------- | ---------------------------------------------- | ---------------------------------------------- |
| الفلبين                                        | 1,311,380                                      | C                                              | 14,98,000                                      | F                                              |
| الهند                                          | 859,180                                        | C                                              | 9,500,000                                      | F                                              |
| البرازيل                                       | 274,380                                        | C                                              | 3,033,830                                      | G                                              |
| سريلانكا                                       | 176,358                                        | C                                              | 1,950,000                                      | F                                              |
| تايلاند                                        | 135,660                                        | C                                              | 1,500,000                                      | F                                              |
| المكسيك                                        | 86,732                                         | C                                              | 959,000                                        | F                                              |
| فيتنام                                         | 85,014                                         | C                                              | 940,000                                        | F                                              |
| ماليزيا                                        | 64,212                                         | C                                              | 710,000                                        | F                                              |
| بابوا غينيا الجديدة                            | 58,786                                         | C                                              | 650,000                                        | F                                              |

تعتبر إندونيسيا في الوقت الحالي- وفقًا لإحصائيات 2022م الصادرة عن منظمة الأغذية والزراعة- الدولة الأولى في إنتاج جوز الهند في العالم تتبعها الفلبين ثم الهند، حيث استأثرت الدول الثلاث على نسبة 73% من حجم الإنتاج العالمي لجوز الهند، والذي بلغ حوالي 62 مليون طن، وقد بلغ إجمالي إنتاج جوز الهند بإندونيسيا حوالي 17 مليون طن، أما الفلبين فهي تاني أكبر منتج لجوز الهند في العالم، بعد أن كانت تحتل المرتبة الأولي في الإنتاج لعقود عديدة من الزمان، إلا أن إنتاجها تراجع في السنوات الأخيرة، بسبب شيخوخة أشجار نخيل جوز الهند، والدمار الذي تسببه الأعاصير، وعلى الرغم من أن إندونيسيا قد تجاوزتها في الإنتاج بداية من عام 2010م، إلا أن الفلبين لا تزال أكبر منتج لزيت جوز الهند بالعالم، حيث يمثل إنتاجها حوالي 64% من حجم الإنتاج العالمي. ويلعب إنتاج جوز الهند دورًا مهمًا في الأقتصاد الفلبيني، لذلك تم تخصيص 25% من الأراضي المزروعة (حوالي 3.56 مليون هكتار) لمزارع اشجار نخيل جوز الهند، كما أن عدد كبير من السكان في الفلبين من (25 إلى 33% من السكان) يعتمدون على جوز الهند في معيشتهم.
أما عن الهند والتي حلت في المرتبة الثالثة، من بين أكبر خمس دول إنتاجًا لجوز الهند، حيث يقدر إنتاجها عام 2022م بحوالي 13 مليون طن، والمناطق التقليدية لزراعة جوز الهند في الهند هي ولايات: كيرلا، تاميل نادو، كارناتاكا، بودوتشيري، أندرا براديش، ماهاراشتراه، أندامان، ونيكوبار. ووفقًا للإحصائيات الرسمية لإنتاج جوز الهند في البلاد عام 2014/2015م. مثلت أربع ولايات جنوبية مجتمعة ما يقرب من 90% من إجمال إنتاج جوز الهند في البلاد: تاميل نادو (33.8%)، كارناتاكا (25.2%)، كيرلا (24.0%)، وأندرا براديش (7.2%). وتمثل الولايات الأخري مثل: ماهاراشتره، أوديشا، غوا، والبنغال الغربية، ومعها الولايات الموجودة في الشمال الشرقي (تريبورة وآسام) بقية الإنتاج المقدر بحوالي 10% من إنتاج البلاد. وعلى الرغم من أن ولاية كيرلا لديها العدد الأكبر من أشجار نخيل جوز الهند، إلا أن ولاية تاميل نادو تتصدر جميع الولايات الهندية في الإنتاج لكل هكتار. وفي ولاية غوا اعادت الحكومة تصنيف شجرة جوز الهند باعتبارها نخلة بدلاً من شجرة، مما ساعد المزارعين كثيرًا على تطهير الأرض من خلال التخلص من بعض أشجار جوز الهند، دون الحاجة إلى إذن من إدارة الغابات قبل قطع شجرة جوز الهند.

## المعلومات الغذائية
تحتوي كل ملعقة كبيرة من زيت جوز الهند (13.6غ)، بحسب وزارة الزراعة الأميركية على المعلومات الغذائية التالية:
- السعرات الحرارية: 117
- الدهون: 13.60
- الدهون المشبعة: 11.76
- الكاربوهيدرات: 0
- الألياف: 0
- البروتينات: 0
- الكولسترول: 0

وتحتوي كل 100 جرام من لحم جوز الهند الخام على 1480 كيلو جول (354 سعرة حرارية) من الطاقة الغذائية، وتحتوي أيضًا على كمية كبيرة من الدهون (33 جرام) خاصة الدهون المشبعة، والتي تبلغ نسبتها حوال 89% من إجمالي الدهون. كما تتضمن كمية معتدلة من الكربوهيدارت (حوالي 15 جرام) والبروتينات (حوالي 3 جرام)، وتحتوي على كمية من الفيتامينات المتنوعة، وعلى كمية من المعادن الغذائية مثل الحديد والمنجنيز والزنك.

## استخدامات جوز الهند
تعد شجرة جوز الهند وأحدة من أكثر الأشجار فائدة في العالم، وهي تزرع في جميع المناطق الإستوائية، وهي من الأشجار متعددة الاستخدامات، مثل النخيل، حيث يمكن استغلال كل جزء في الشجرة بطريقة ما، فهي تستخدم للزينة، وللطعام، وللعلاج ..وغير ذلك كثير. ولذلك تختلف تسميات جوز الهند والألقاب التي يحصل عليها، والتي توضح جميعها مدى قيمة وأهمية شجرة جوز الهند، فيطلق عليها أحيانًا مسمى "الشجرة التي توفر كل ضروريات الحياة" ، وتسمي أيضًا " شجرة الألف استخدام"، وكذلك "شجرة الحياة".
يأخذ من ثمرة جوز الهند عدة أشياء من قبيل: لحم جوز الهند، حليب جوز الهند، ماء جوز الهند، دقيق جوز الهند، خل جوز الهند، زيت جوز الهند، زبدة جوز الهند، كما يتم استعمال جذورها، واخشابها، وأوراقها في أغراض أخري متعددة.

### لحم جوز الهند
وهو الجزء الأبيض اللحمي الصالح للأكل من البذرة. ولحم جوز الهند يكون في ثلاثة أنواع مختلفة، يتم تصنيفها حسب النضج، أولها: مالاوهوج- ويشير إلى لحم جوز الهند الصغير جدًا والأقل نضجًا، ويتميز بمظهره الشفاف وملمسه اللزج. وثانيها: مالاكانين- ويشير إلى لحم جوز الهند الصغير، والذي يتميز بمظهر أبيض معتم، وملمس ناعم، ويشبه الأرز المطبوخ، ويمكن كشطه بسهولة من قشرة جوز الهند. أما النوع الثالث فييتمثل في، مالاكاتاد- والذي يشير إلى لحم جوز الهند الناضج تمامًا، وهو ذو مظهر أبيض غير شفاف، وملمس مطاطي، ويتم فصله عن القشرة بصعوبة، وهو شبيه بالجلد.
يمكن تناول لحم جوز الهند من النوعين الأول والثاني كما هو، أو استخدامه في السلطات، والمشروبات، والحلويات، والمعجنات، وهما غير صالحين لعملية البشر، لأن قوامهما ناعم. أما لحم جوز الهند من النوع الثالث، فتتم معالجته قبل استهلاكه نظرًا لقوامه القاس، وهو على العكس من النوعين الأولين، حيث يمكن بشره لإنتاج ما يعرف بــ "جوز الهند المبشور"، أو "رقائق جوز الهند"، والتي يمكن أن يستخرج منها حليب جوز الهند، بالإضافة إلى إمكانية استخدامها كزينة لأطباق مختلفة، ويمكن أيضًا طهيها مع السكر وتناولها كحلوى.
وجوز الهند المبشور نوعان: طازج، ومجفف، ويستخدم جوز الهند المبشور المجفف في صناعات المخابز والحلويات، خاصة في البلدان التي لا تنتج جوز الهند، وذلك بسبب عمره الافتراضي الأطول مقارنة بجوز الهند المبشور الطازج. ويمكن استخدام النوع المجفف أيضًا في الحلويات وكحشوة للعديد من ألواح الشيكولاته، وهناك أشكال من جوز الهند المجفف ليست جوز هند خالص، وإنما هي مصنعة من مواد أخري بما فيها السكر والجليكول والملح والبروبيلين.

## جوز الهند في الثقافات الشعبية
مثل جوز الهند مادة غذائية بالغة الأهمية لشعب بولينزيا، فقد جلبه البولينزيون معهم عندما استوطنوا جزر جديدة.
ويمثل جوز الهند عنصرًا أساسيًا في الطقوس والشعائر الخاصة بالتقاليد الهندوسية. وغالبًا ما يتم تزينه برقائق معدنية لامعة ورموز أخرى للبركة والسعادة، وكان يتم تقديمه أثناء طقوس العبادة لإله أ آلهة هندوسية. ويتم الاحتفال به يوم اكتمال القمر، والذي يشير عادة إلى انتهاء موسم الرياح في البلاد. كما أن الصياديين كانوا يقدمونه (جوز الهند) قربانًا للبحر، احتفالًا منهم ببداية موسم صيد جديد. وبعيدًا عن انتماءات الصيادين الدينية فيبدوا أنهم كانوا يقدمون جوز الهند للبحار والأنهار على أمل الحصول على صيد وفير. وفي الغالب كان الهندوس لا يشرعون في أي نشاط جديد إلا بعد أن يكسرون جوز الهند، لضمان الحصول على بركة الآلهة وإكمال النشاط بنجاح. كما أن إلهة الرفاهية والثروة الهندوسية "لاكشمي" غالباً ما كانت تظهر وهي حاملة لجوز الهند.
يستخدم جوز الهند في حفلات الزفاف الهندوسية، لمباركة الزواج، ولأنه يمثل رمزًا للرخاء والإزدهار.
يقوم نادي اجتماعي بمدينة نيو أورليانز بالولايات المتحدة الأمريكية، بإلقاء جوز الهند المزين يدويًا إلى المحتفلين في مهرجان ماردي جرا، بوصفه أكثر الهدايا التذكارية قيمة
يلعب جوز الهند دوراً رئيسيًا في أساطير البدء لدي بعض الثقافات في جنوب، وجنوب شرق آسيا والمحيط الهادي. ففي إسطورة هاينويلي من مالكو تخرج فتاة من زهرة جوز الهند. وفي الفلكلور المالديفي، تعكس إحدى الأساطير الرئيسية للبدء والنشأة اعتماد المالديفيين على شجرة جوز الهند. وفي قصة سينا والثعبان البحري، حيث يرتبط أصل جوز الهند بالمرأة الجميلة سينا التي دفنت ثعبان البحر، والذي أصبح في النهاية أول جوز هند.
ووففًا للاسطورة الحضرية فإن عدد الوفيات الناجمة عن سقوط جوز الهند أكبر من الوفيات الناجمة عن أسماك القرش سنويًا.

## معرض الصور

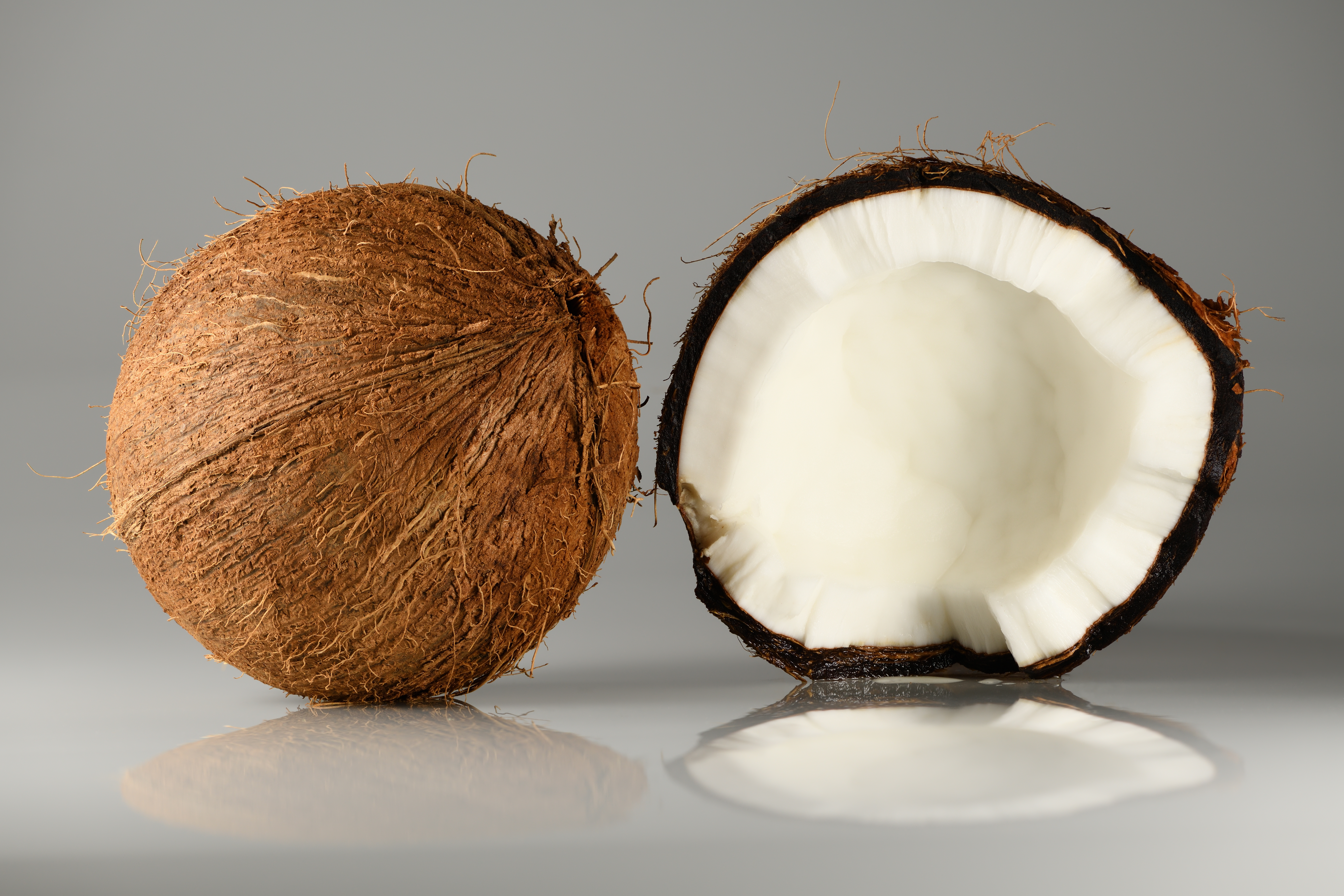
جوز الهند- ثمرة صحيحة وأخرى مفتوحة
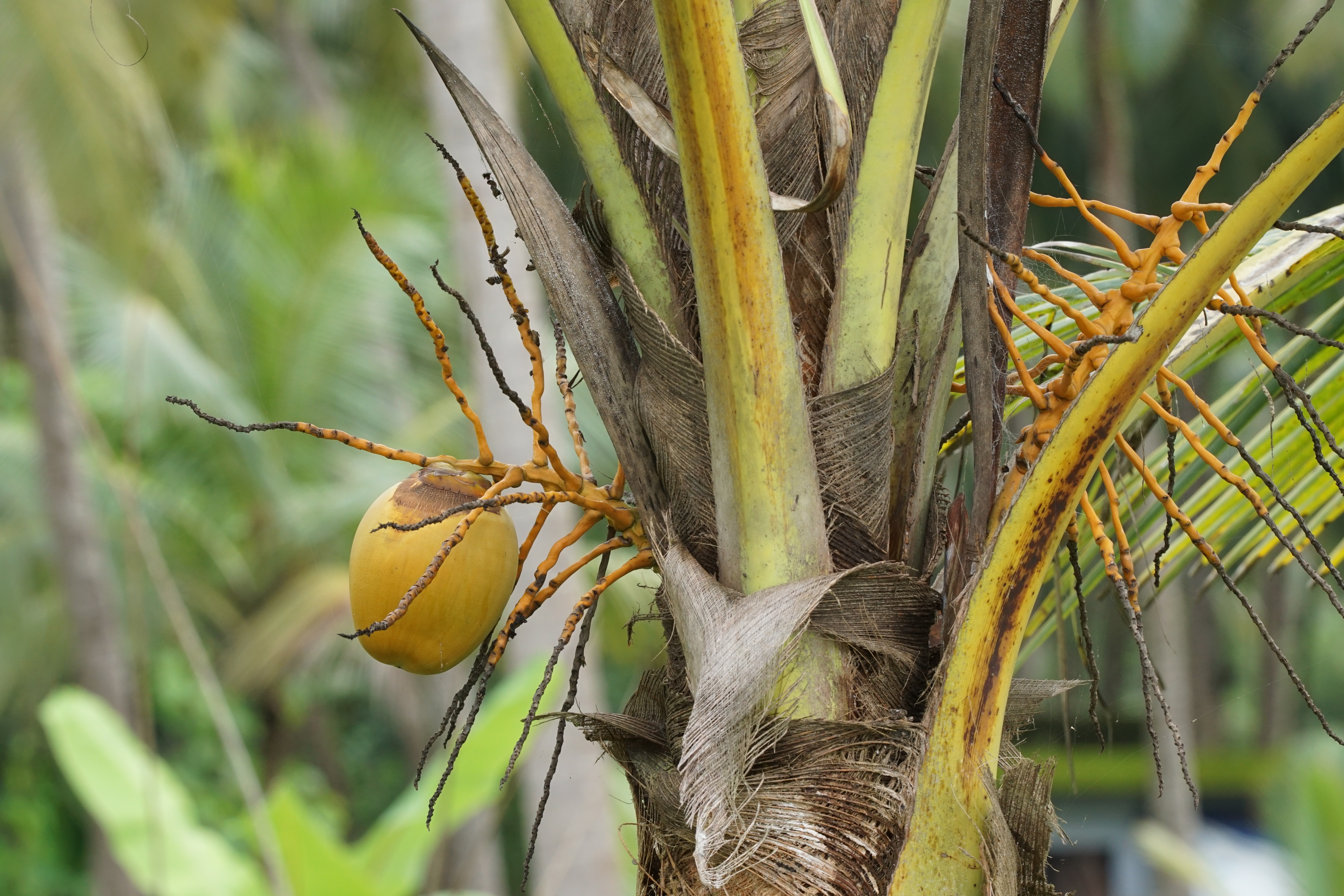
شجرة جوز الهند1
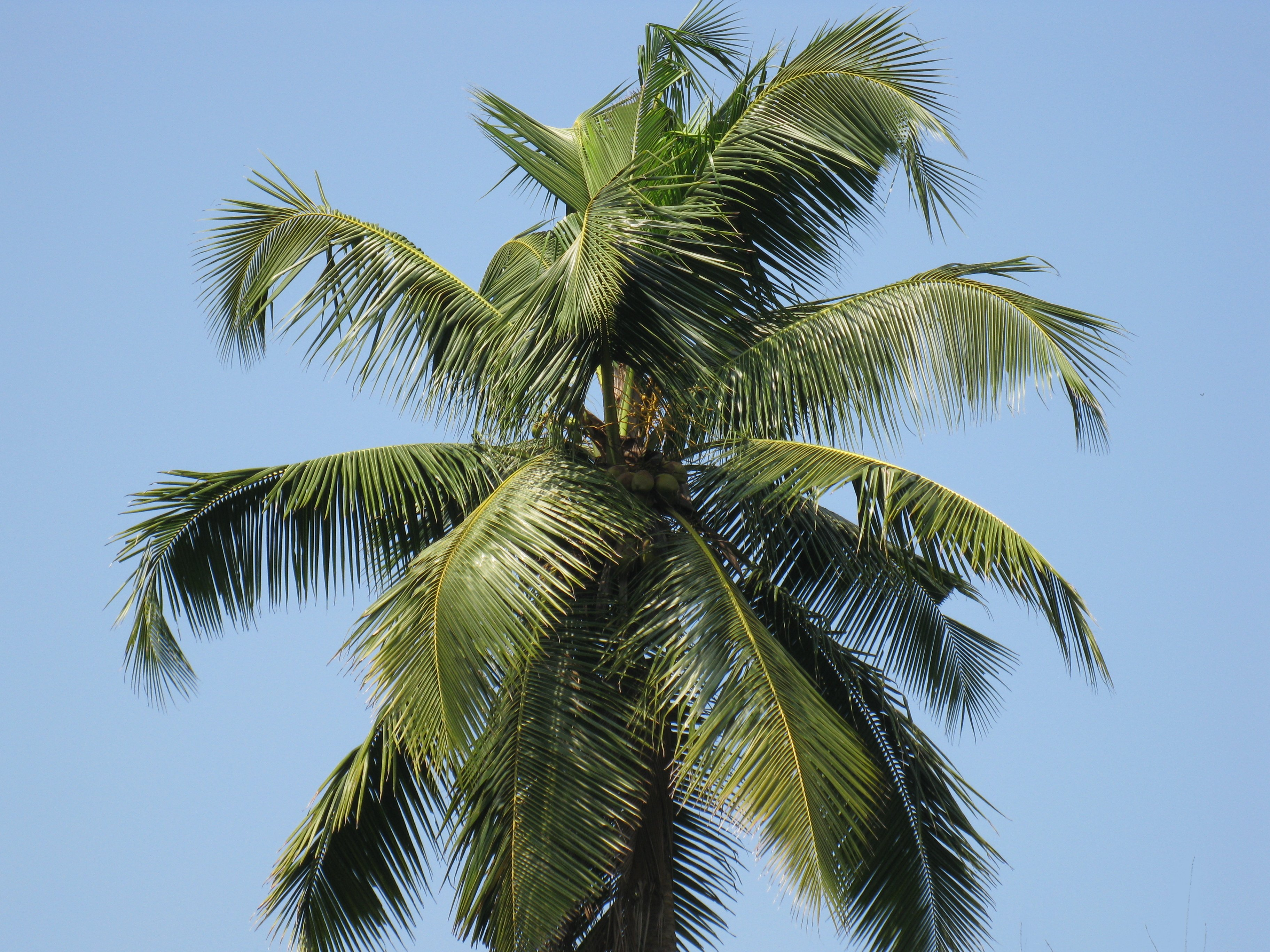
شجرة جوز الهند2
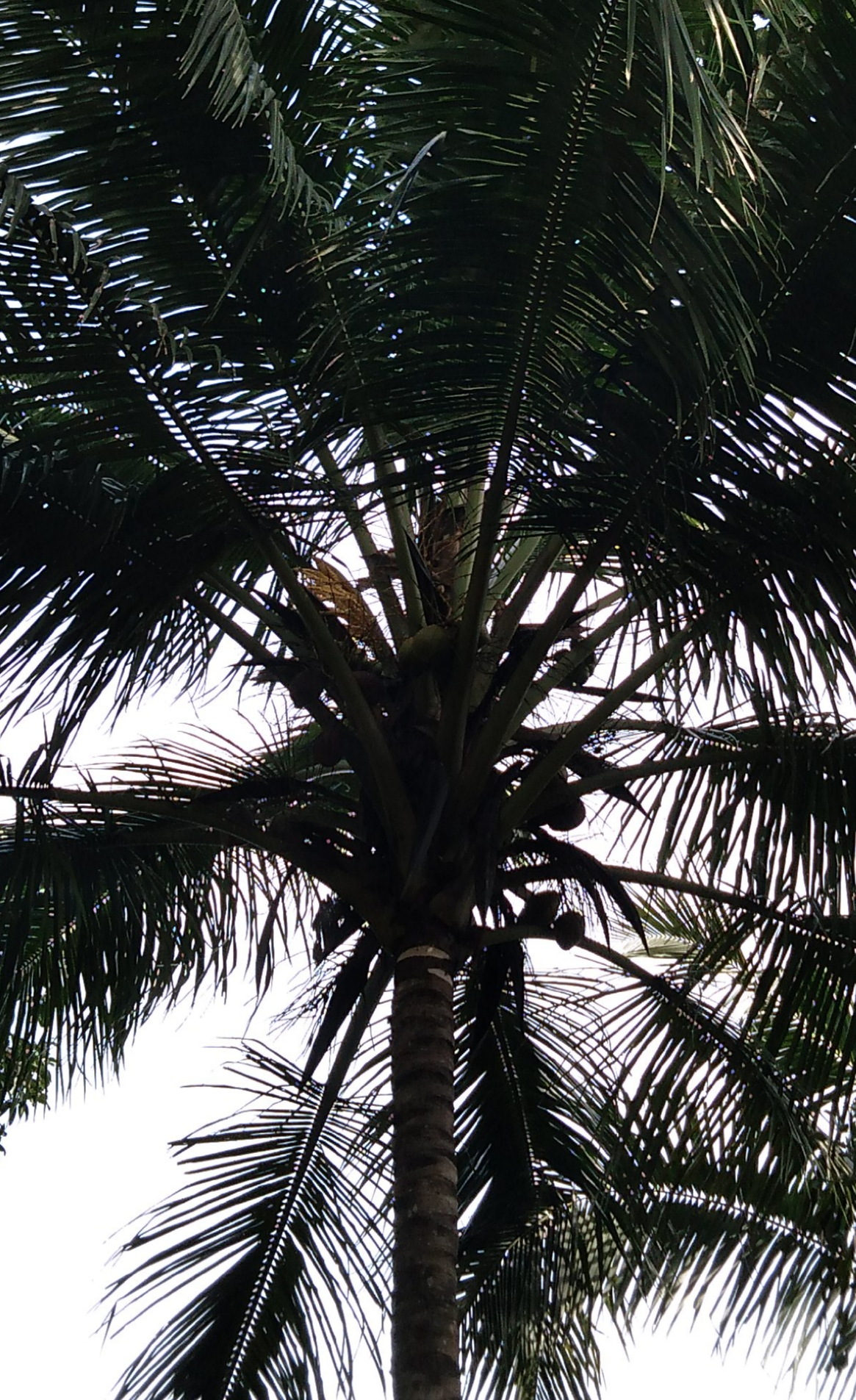
شجر جوز الهند في ولاية كيرلا
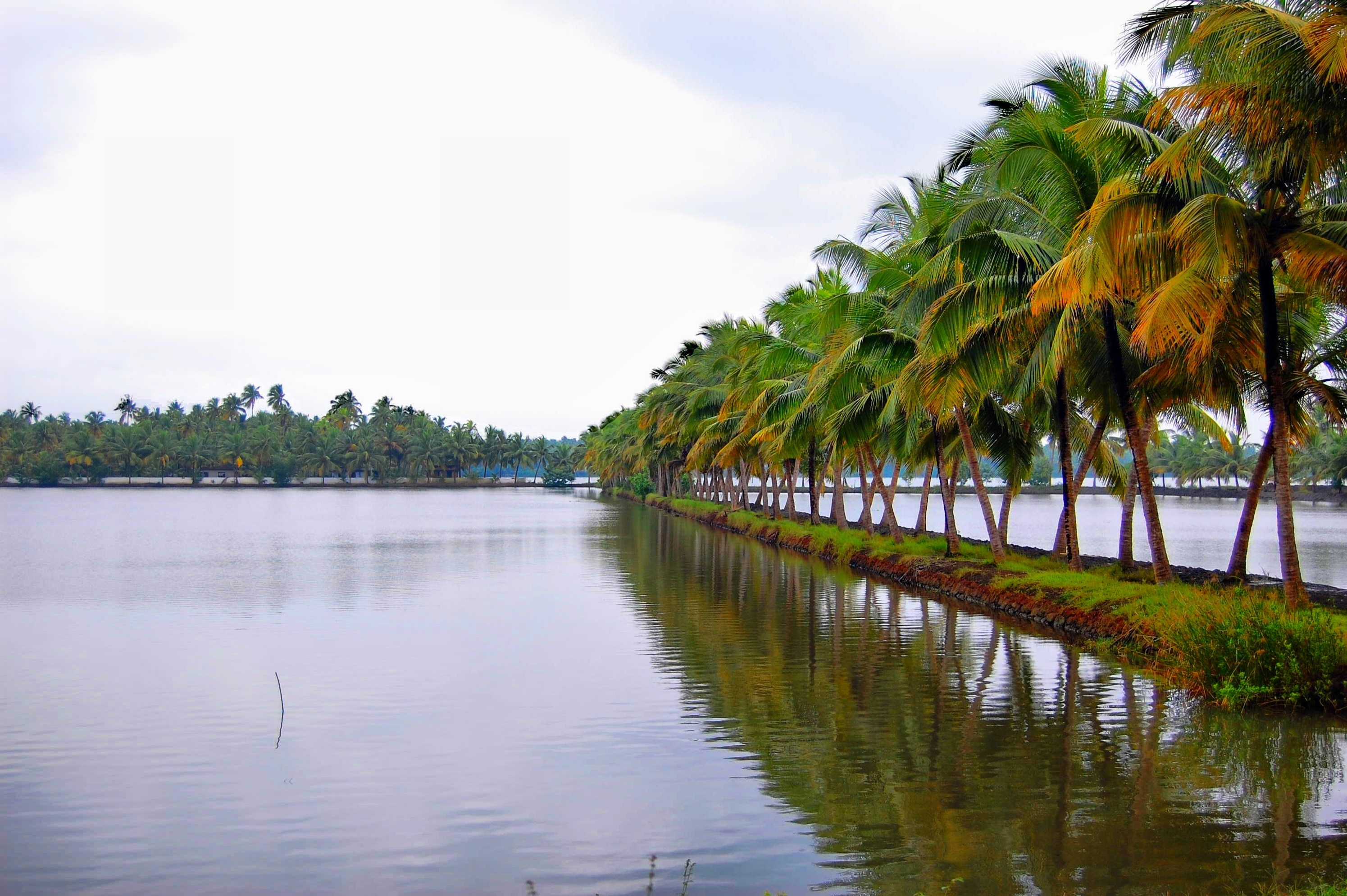
أشجار جوز الهند على طول المياه الداخلية المالحة
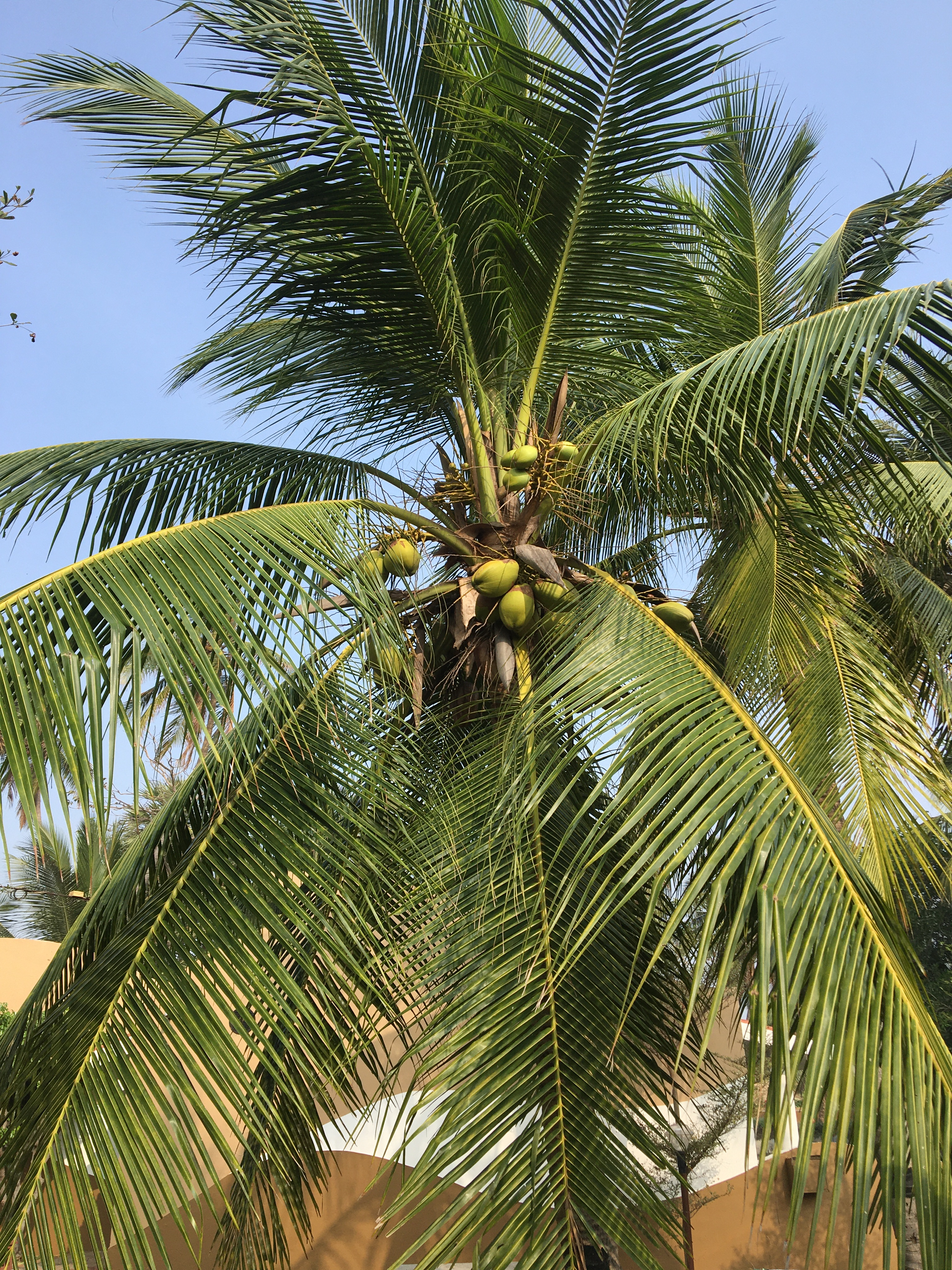
شجرة جوز الهند 3
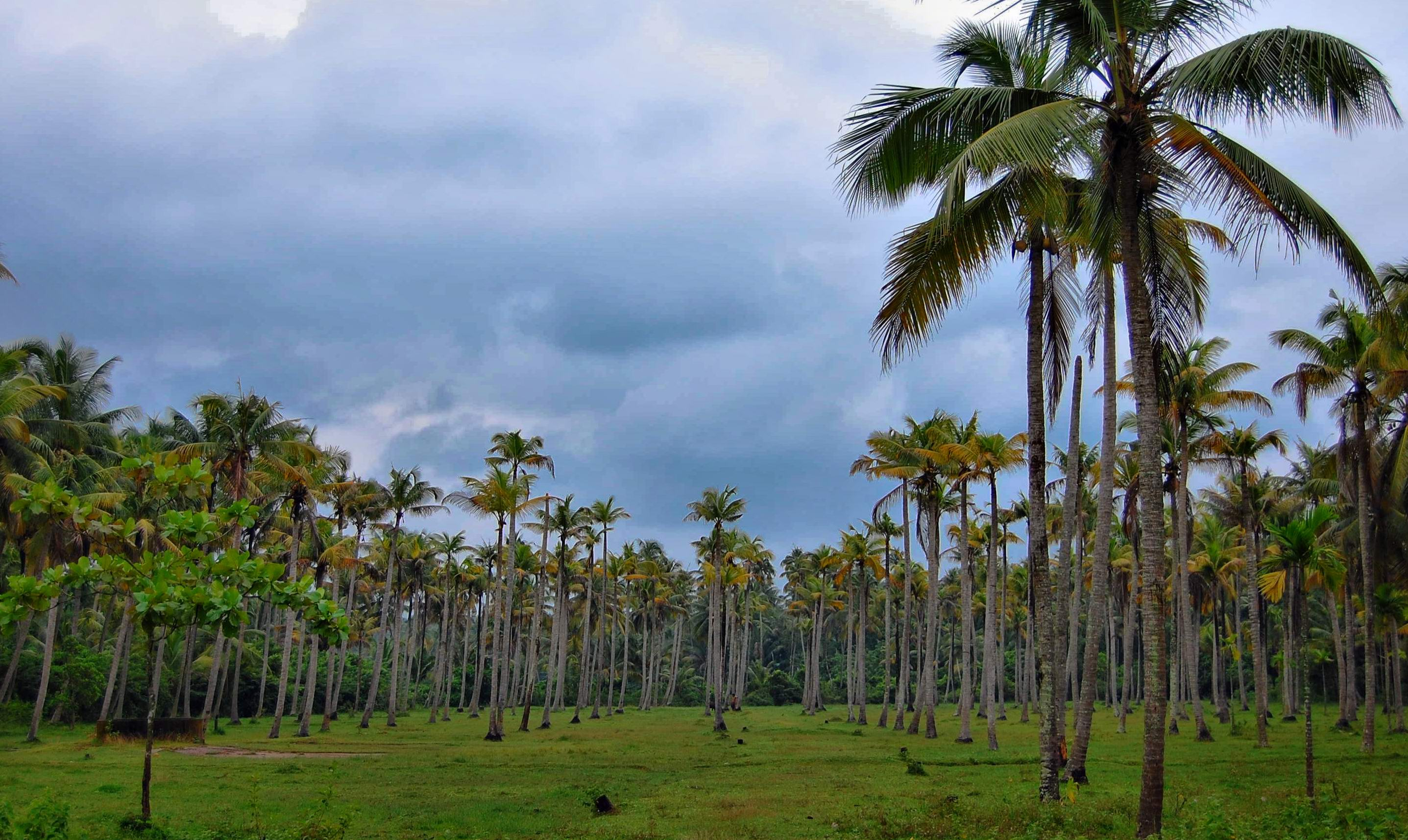
مزرعة أشجار جوز الهند
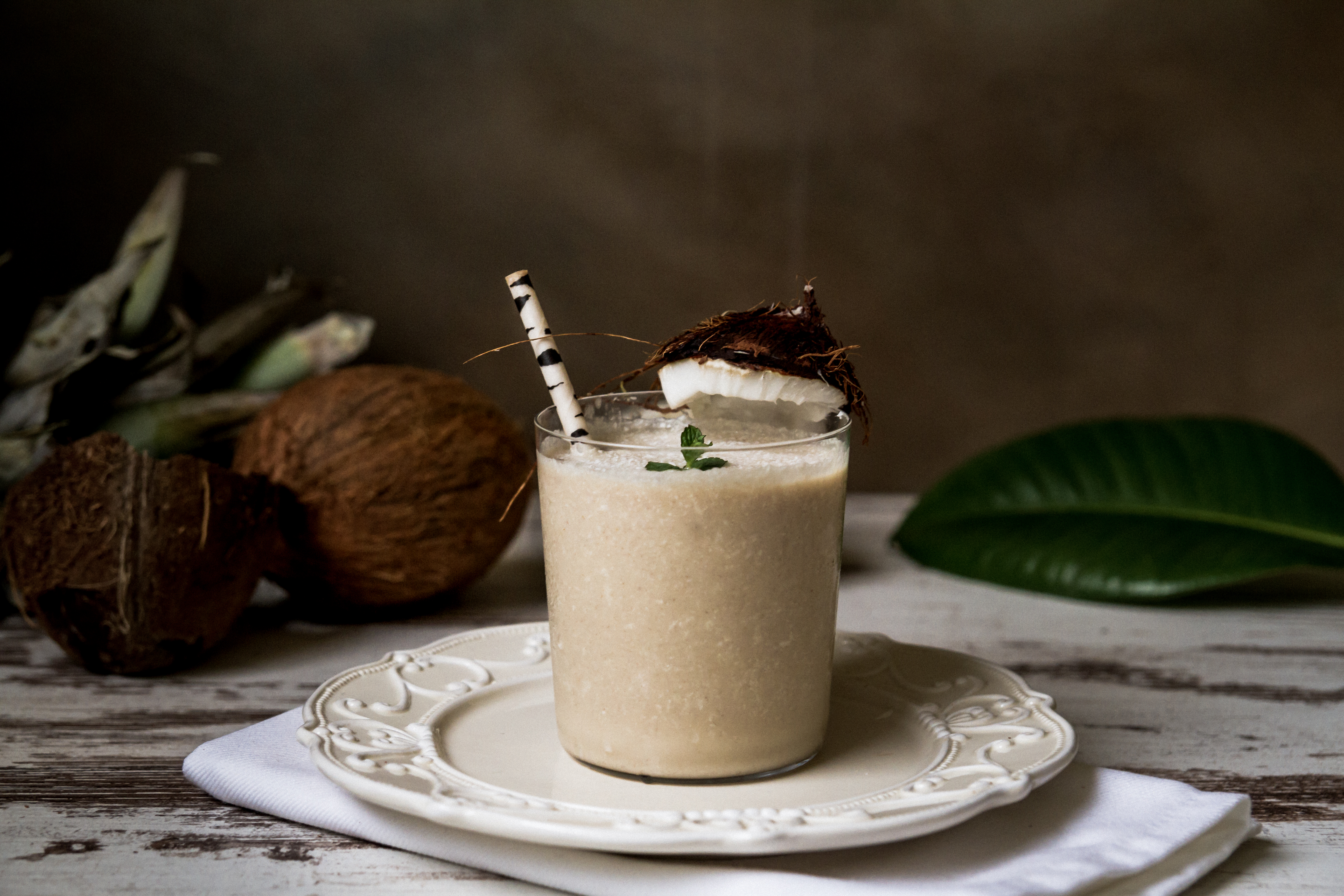
ثمرة ناضجة من جوز الهند
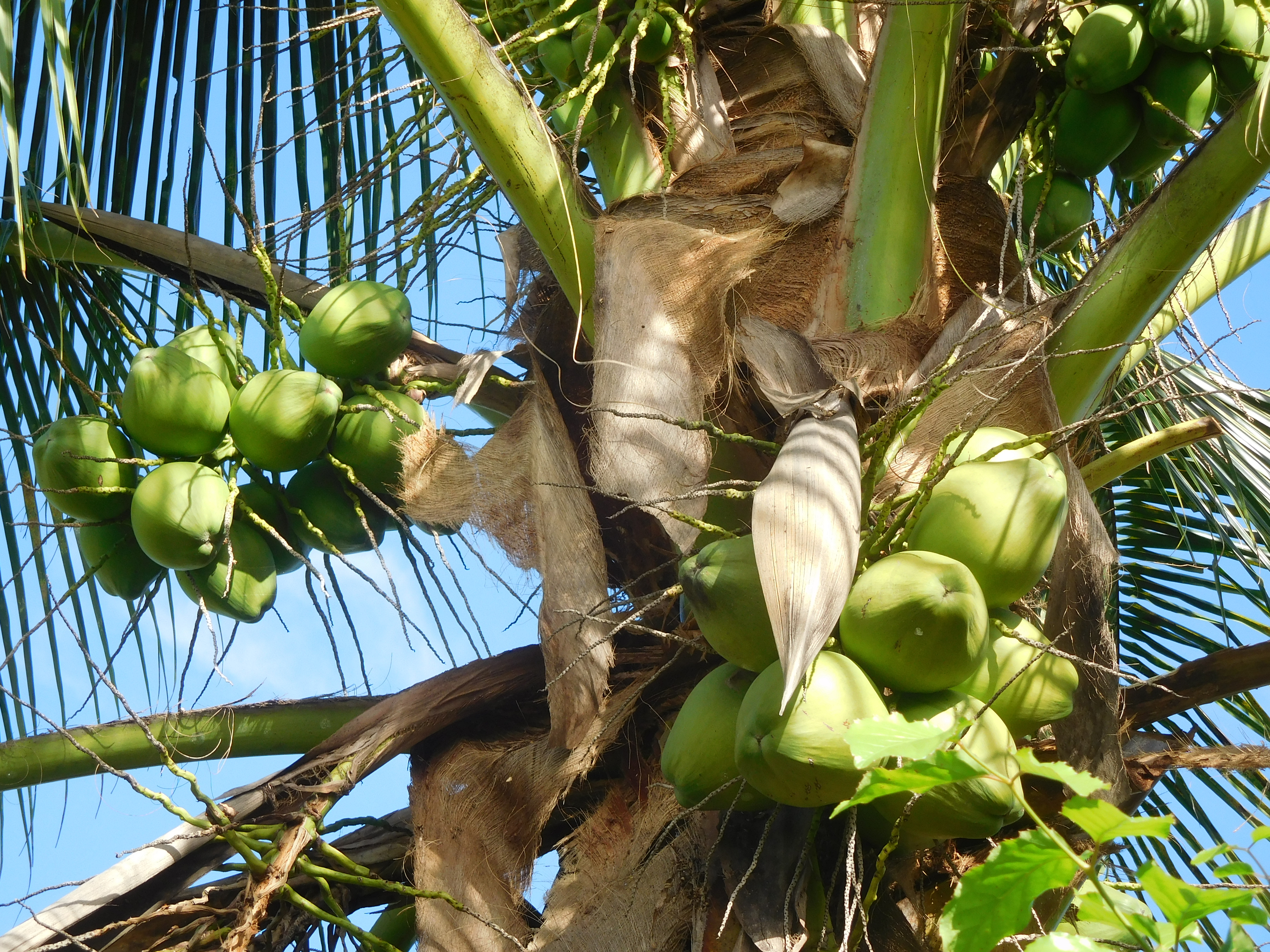
مشروب جوز الهند
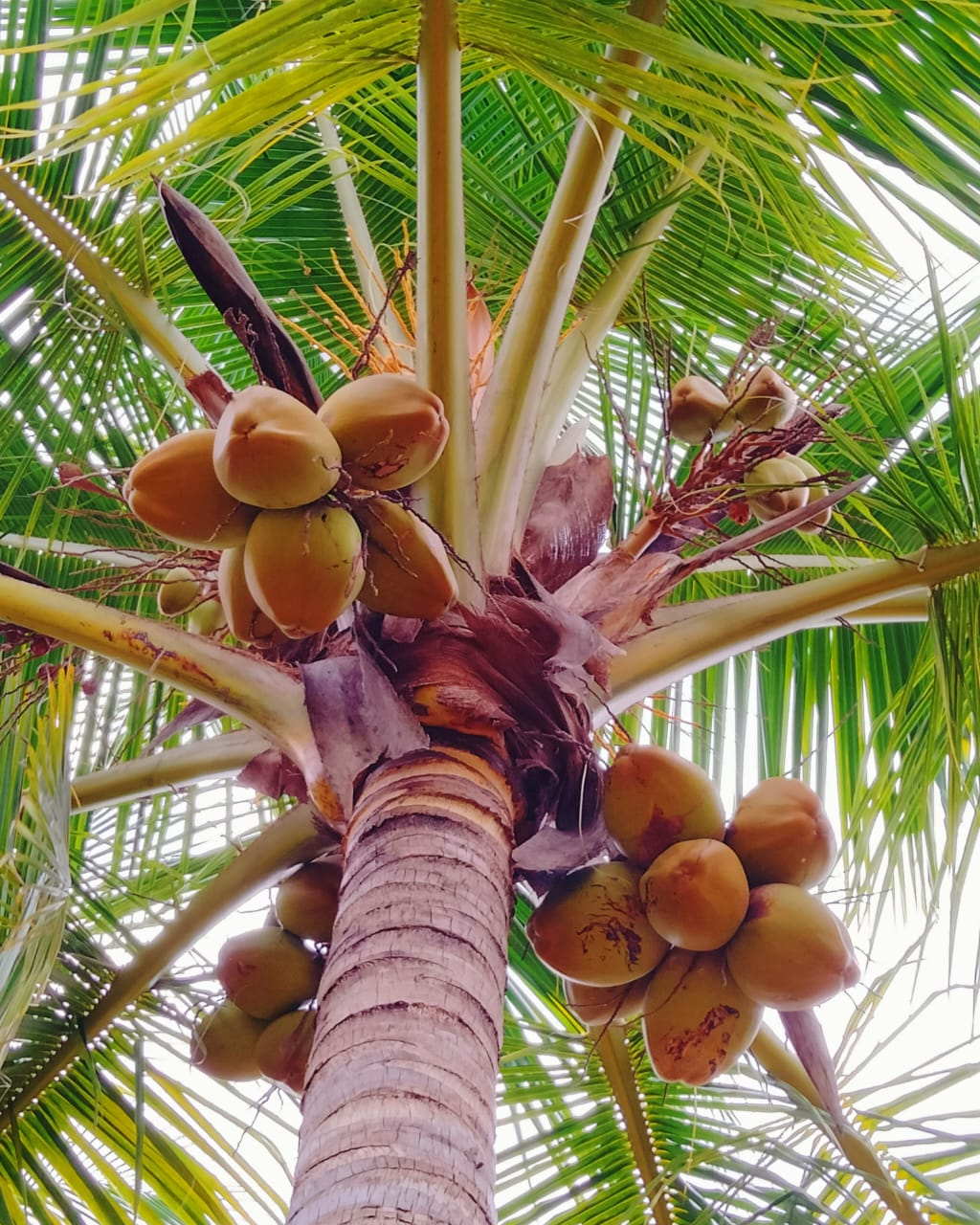
ثمار جوز الهند
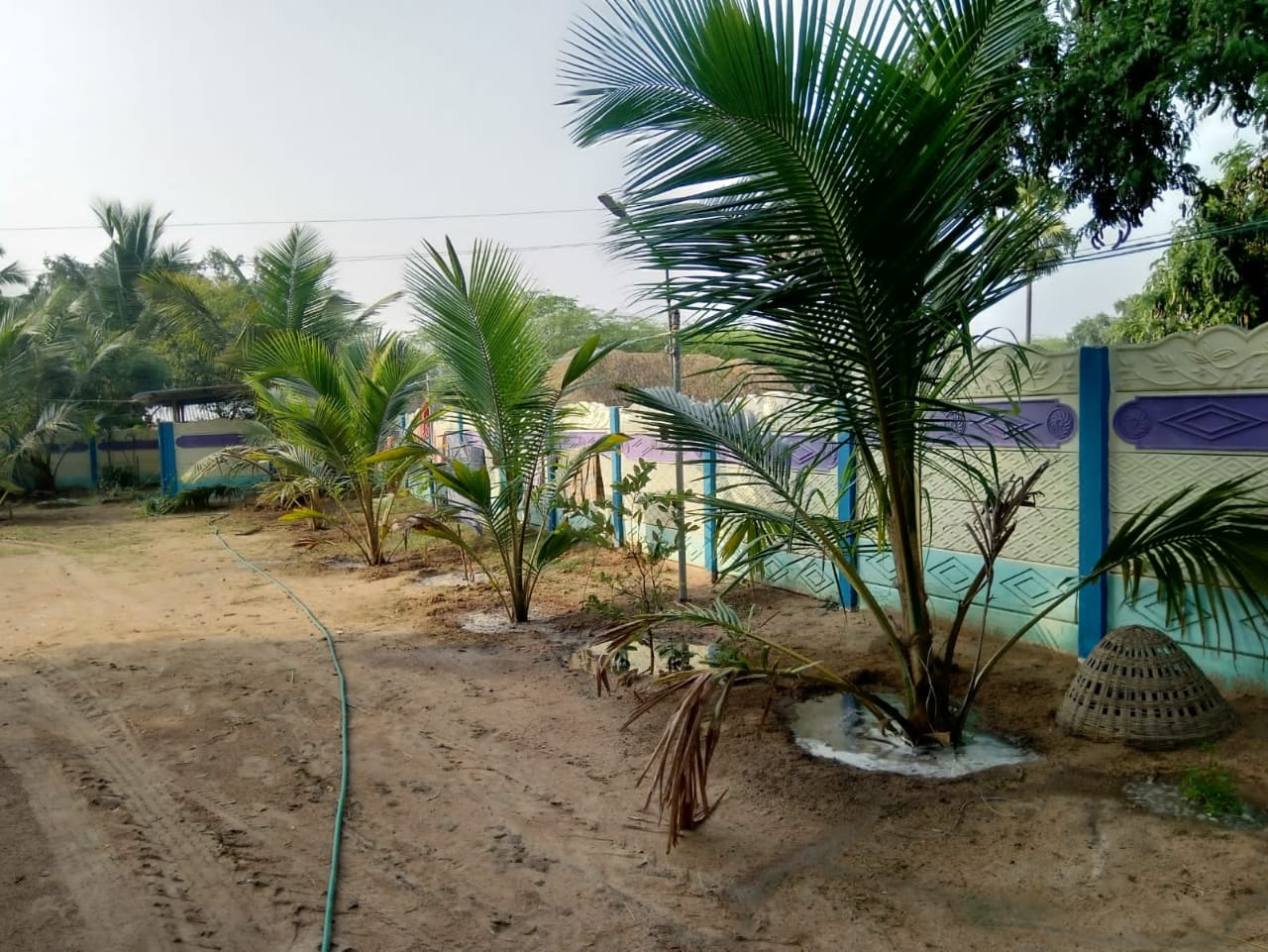
ثمار جوز الهند 2
- زراعة اشجار جوز الهند
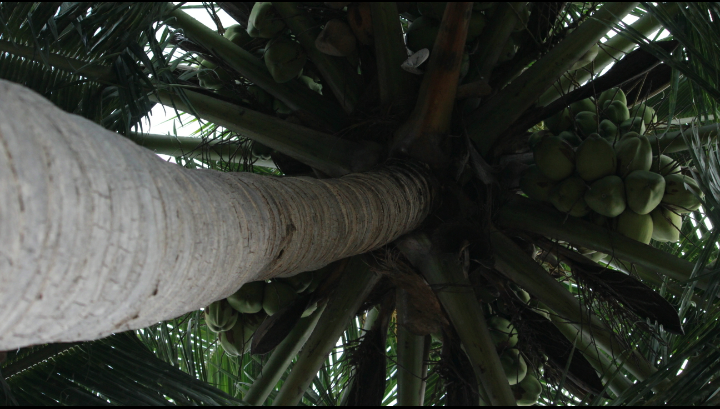
صورة توضح مدى طول شجرة جوز الهند
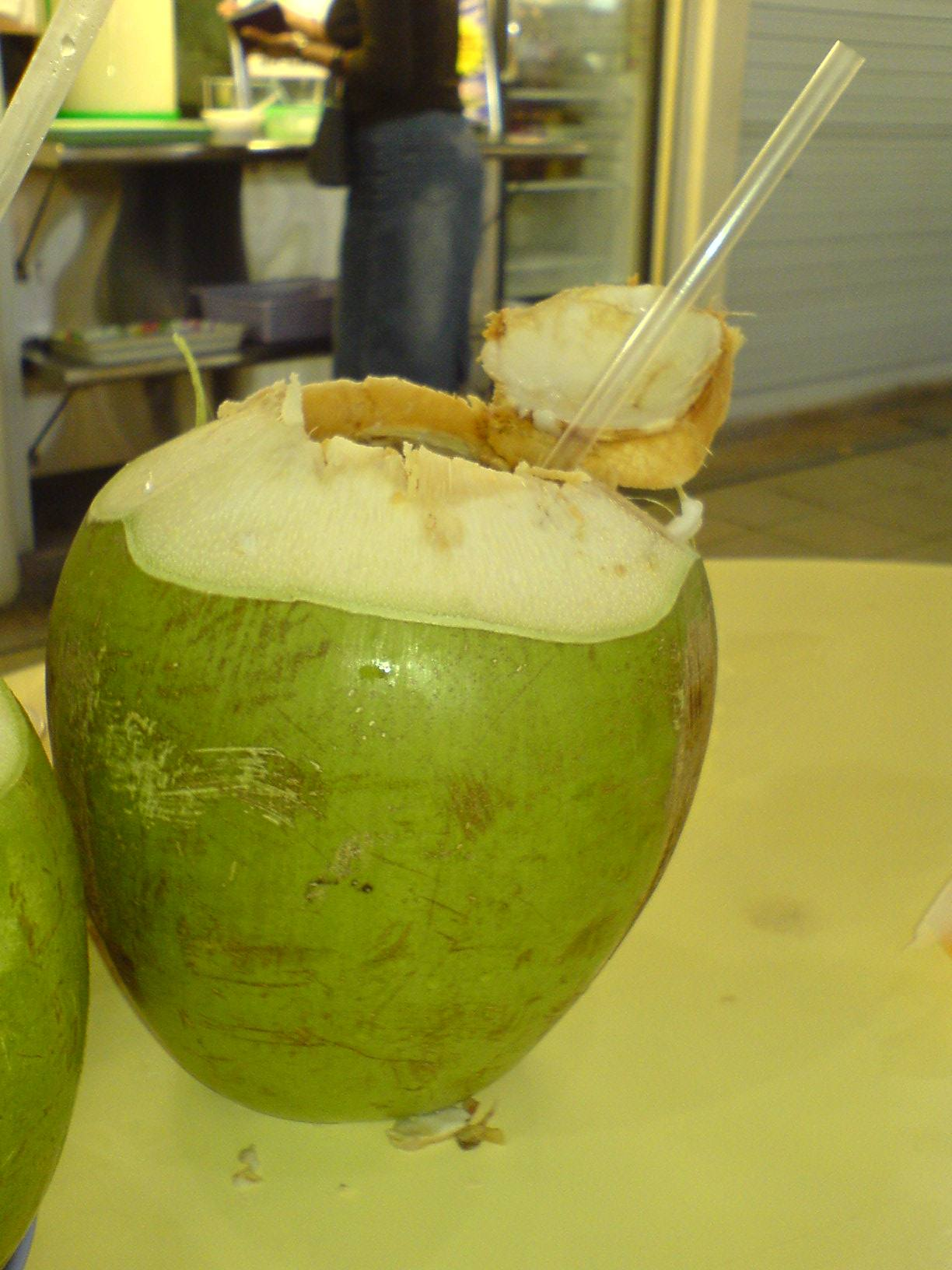
مشروب جوز الهند
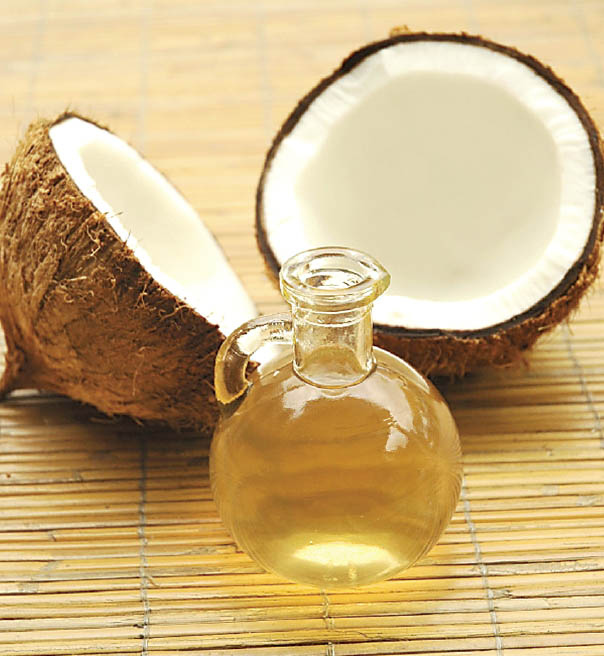
زيت جوز الهند
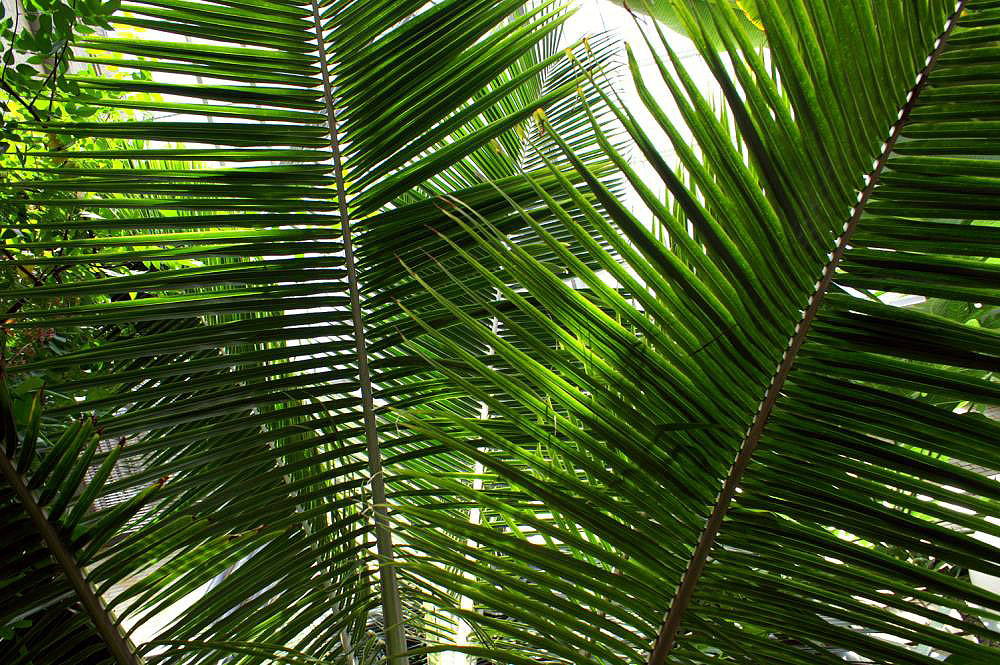
أوراق جوز الهند الريشية